# Himantolophus stewarti
Himantolophus stewarti — вид вудильникоподібних риб родини Himantolophidae. Це морський, батидемерсальний вид. Відомий по єдиному екземпляру, що був упійманий тралом у Тасмановому морі біля берегів Нової Зеландії на глибині 400–1400 м. Тіло завдовжки до 12,4 см.